# Майофис, Григорий Михайлович
Григорий Михайлович Майофис (род. 22 марта 1970, Ленинград) — российский художник и фотограф. Проживает и работает в Санкт-Петербурге.

## Биография
Григорий Михайлович Майофис родился 22 марта 1970 года в Ленинграде, ныне Санкт-Петербурге. Отец — художник Михаил Соломонович Майофис (род. 1939), дед — архитектор Соломон Григорьевич Майофис (1911—1968).
Окончил среднюю школу № 397 в Кировском районе Ленинграда.
Окончил Графическое отделение Государственного художественного института им. И. Е. Репина (1986—1989).
С 1991 года жил и работал в Лос-Анджелесе, Соединённые Штаты Америки. Знакомство с современным американским искусством определило характер его дальнейшего творчества.
После возвращения в Россию в 1996 году работает в новых изобразительных техниках. С 1999 года появляются его первые работы в видео и цифровом формате. С 2001 года Майофис начинает работать в технике чёрно-белой фотографии, используя плёночные камеры, интересуясь старой техникой обработки и проявления фотографий, экспериментирует с тонированием и раскраской изображения.

## Персональные выставки
- 1993 — «Metro Arts Commission Gallery», Нэшвилл, Теннесси, США
- 1995 — «Галерея 21», Санкт-Петербург
- 1996 — Галерея «Крымский Вал», Москва
- 1998 — Восточная Галерея/Галерея Семь Холмов, Москва
- 1999 — «Амнезия», Арт-Манеж, Москва
- 1999 — «Живопись как импровизация», Парфенон музей, Нэшвилл, Теннесси, США
- 2003 — XIII Международный Фестиваль Фотографии в Братиславе, Словакия
- 2003 — «Притчи», Центральный Выставочный Зал Союза Художников Словакии
- 2004 — «Избранные труды», Галерея Марины Гисич, Санкт-Петербург
- 2005 — «De Santos Gallery», Хьюстон, Техас, США
- 2006 — «В мастерской художника», «One Work Gallery», Москва
- 2006 — «Recent works», Галерея Марины Гисич, Санкт-Петербург
- 2007 — «Картины для интерьера», Галерея pop/off/art, Москва
- 2008 — «Поговорки», «De Santos Gallery», Хьюстон, Техас, США
- 2009 — Галерея «Barbarian-Art»[2], Цюрих, Швейцария
- 2011 — «Художник и модель», Новый музей (Санкт-Петербург)
- 2015 — «Вкус к русскому балету», Peter Fetterman Gallery, Лос Анджелес, США
- 2020 — Mixed reality, Новый Музей Аслана Чехоева, Санкт-Петербург

## Музейные коллекции
- Ирбитский государственный музей изобразительных искусств, Ирбит, Россия;
- Ивановский областной художественный музей, Иваново, Россия;
- Кемеровский областной художественный музей, Кемерово, Россия;
- Курганский областной художественный музей, Курган, Россия;
- Курская областная картинная галерея им. А. А. Дейнеки, Курск, Россия;
- Музей искусств округа Лос-Анджелес, Лос-Анджелес, Калифорния, США;
- Музей изящных искусств, Хьюстон, Техас, США;
- Московский музей современного искусства, Москва, Россия;
- Омский областной музей изобразительных искусств имени М. А. Врубеля, Омск, Россия;
- Пензенская областная картинная галерея имени К. А. Савицкого, Пенза, Россия;
- Сахалинский областной государственный художественный музей, Южно-Сахалинск, Россия;
- Santa Barbara Museum of Modern Art, Санта-Барбара, Калифорния, США;
- Словацкая национальная галерея, Братислава, Словакия;
- Томский областной художественный музей, Томск, Россия;
- Тульский музей современного искусства, Тула, Россия;
- Ярославский художественный музей, Ярославль, Россия;

## Премии и награды
- 2004 — Премия от KulturKontakt foundation, Вена, Австрия.
- 2006 — Betty and Jim Kasson Award, 16-й Ежегодный конкурс, организованный Центром Фотографического искусства, Калифорния, США.
- 2020 — Higashikawa International Photography Award (за серию Mixed Relity), Япония[3]